# Geschiedenis van de vrachtauto
| Truck Het woord truck komt van het Griekse woord trochos wat wiel betekent. In de Verenigde Staten werden de grote wielen van huifwagens trucks genoemd. Toen de vrachtauto in Amerika opzette, noemde men deze motortrucks. Toen het paard langzaamaan verdreven was, verdween motor en werden vrachtauto's trucks genoemd. |

De geschiedenis van de vrachtauto loopt vrij parallel aan die van de auto.
De vrachtauto (ook wel vrachtwagen of truck) stamt uit 1856. Aangedreven door een stoommotor waren deze eerste vrachtauto's nog moeilijk te bedienen. Een verbetering kwam toen Carl Benz zijn eerste auto presenteerde. Velen sprongen in het avontuur van de auto maar de vrachtauto liet nog op zich wachten. Pas in 1893 werd een huifwagen voorzien van twee Benz-motoren door het Tsjechische Nesseldorfer Wagenbau Fabriks Gesellschaft (N.W).

## Het begin

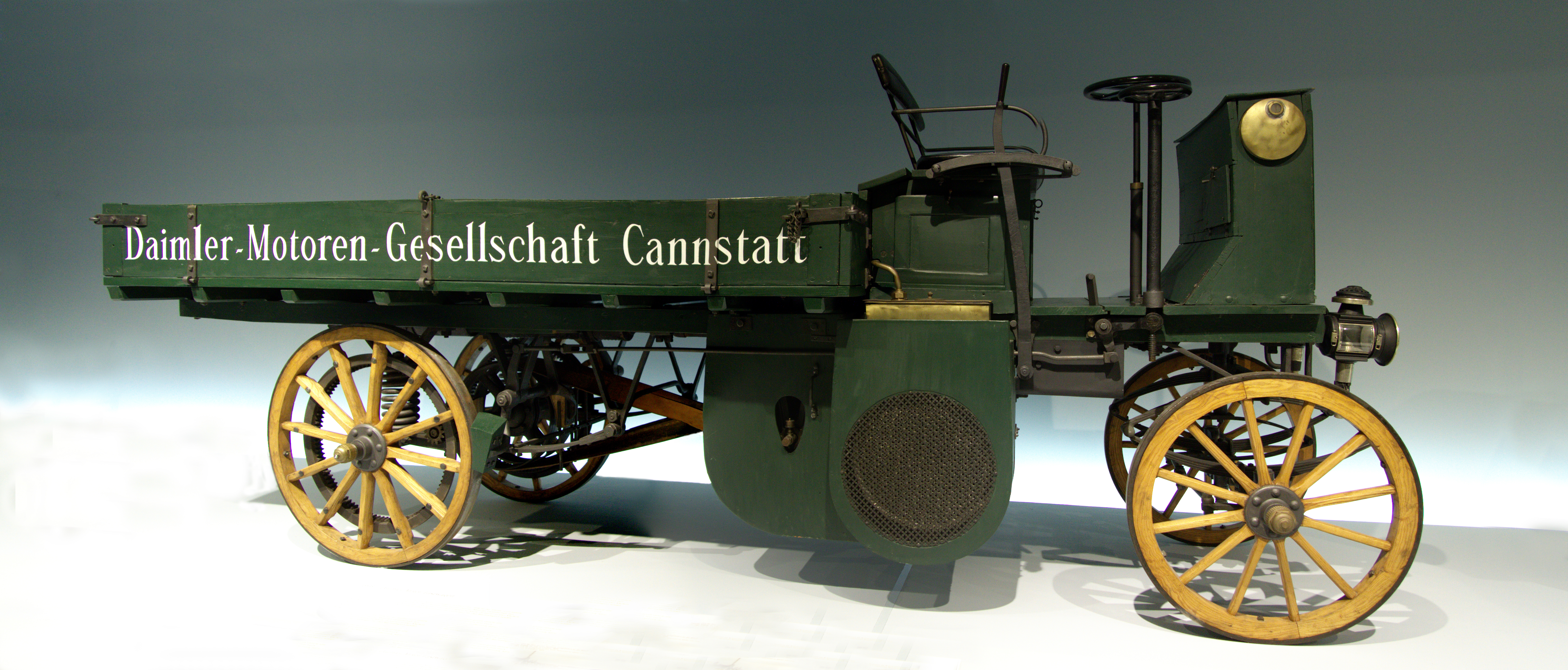
Eerste vrachtwagen van het Daimler Motoren Gesellschaft, 1896

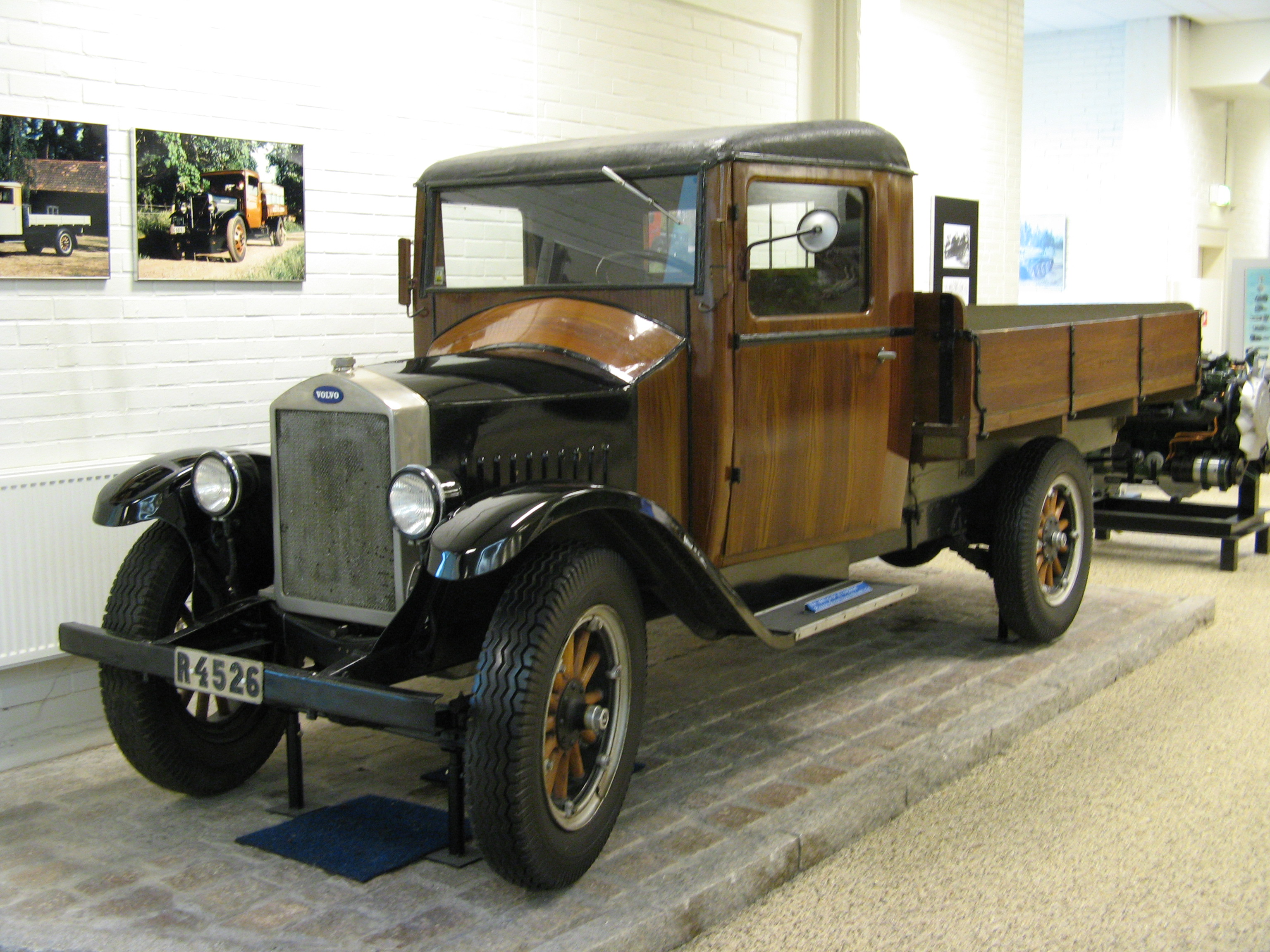
Eerste vrachtwagen van Volvo, de LV40 1928

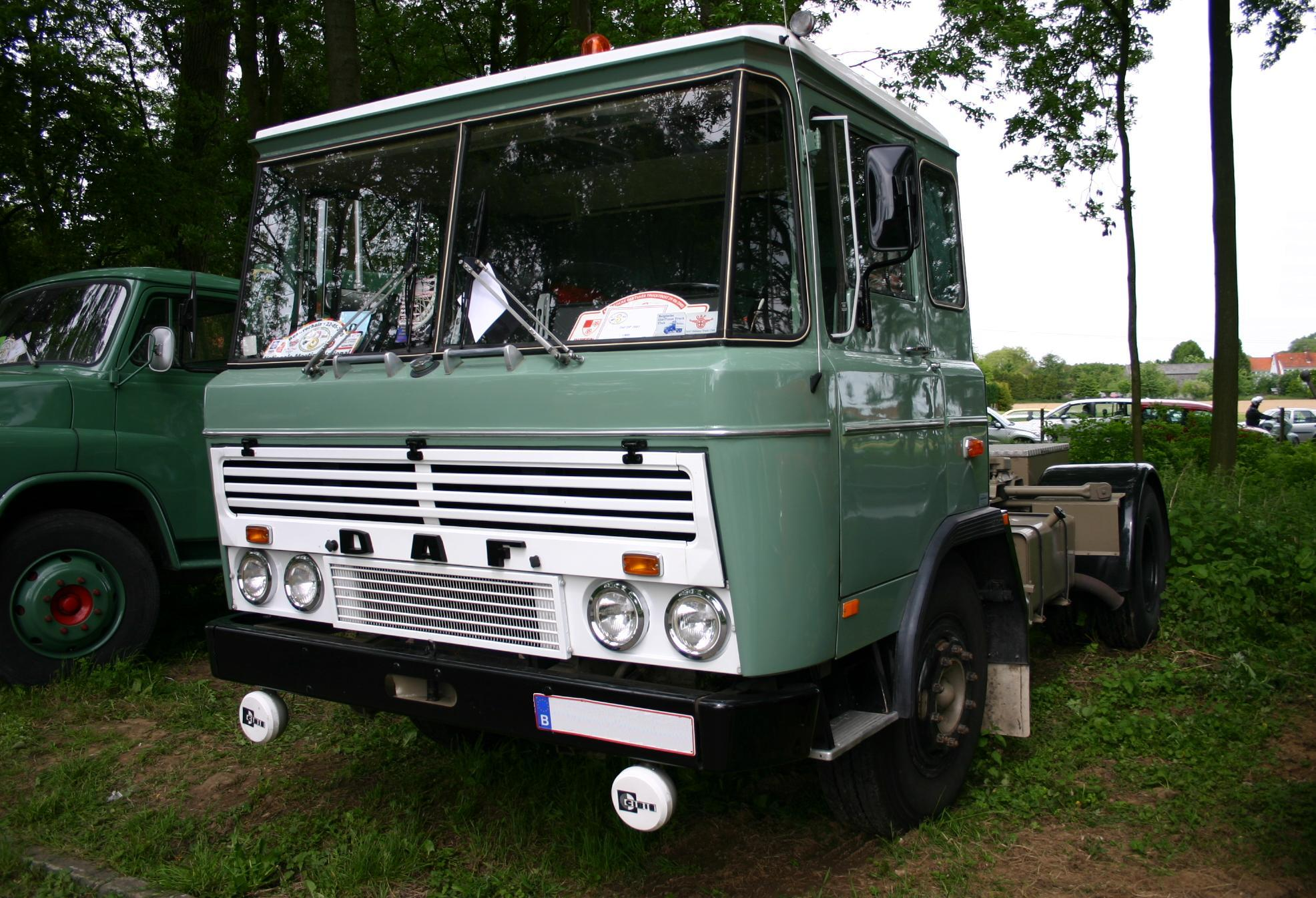
De innovatieve DAF 2600, 1962

Niet lang nadat de auto was uitgevonden zag men het potentieel in van speciale auto's voor het vervoer van personen en goederen. Maar daarvoor had de stoomtruck al zijn opwachting gemaakt en vooral in Engeland hield deze vorm van vrachtauto (en auto) het erg lang uit. Een van de eersten was Foden (sinds 1856), die tot 1917 zowel benzine- als stoomvrachtauto's maakte. Foden noemt zich daarom oudste vrachtautofabrikant ter wereld. Maar in feite is een stoomtruck niet "echt" een vrachtauto. De eerste truck met een benzinemotor was de Tsjechische Nesseldorfer Wagenbau Fabriek (later Tatra) uit 1893.
De eerste trekker voor wegtransport werd in 1923 door Renault gepresenteerd.

## Van benzine naar diesel
Rudolf Diesel, zoon van Beierse immigranten, maar geboren in Parijs, kreeg in 1898 patent op zijn Dieselmotor. Bij MAN werd als eerste een dieselmotor ingebouwd in een vrachtauto in 1915. De lagere bedrijfskosten waren ook toen al zijn grote verkooppunt. Nadeel was de hogere aanschafprijs, vooral omdat de ontwikkelingskosten voor deze motor hoog waren. Aanvankelijk waren dieselmotoren zwaar en leverden ze naar verhouding weinig vermogen. De Zweedse ingenieur Jonas Hesselman ontwikkelde in 1925 de Hesselmanmotor om deze nadelen het hoofd te bieden. Deze motor startte op benzine om over te schakelen op diesel als de bedrijfstemperatuur was gehaald.
MAN kwam in 1924 met een Diesel met directe injectie. DAF zou een van de voorlopers worden met de Turbo in de jaren '60, waardoor in het begin van de jaren '80 de DAF 3600 ATI (Advanced Turbo Intercooler) uit kwam.

## Frontstuur
Tegenwoordig zijn in Europa bijna alle trucks van het type frontstuur, d.w.z. vrachtauto's met een platte voorkant. Er zijn er maar weinig met een zogenaamde torpedoneus, vrachtauto's met een lange voorkant.
De voordelen van een frontstuurtrucks zijn duidelijk: Er kan meer lading op en in principe heeft een chauffeur zo een beter overzicht. Toch duurde het tot 1962 voordat de frontstuur echt doorbrak. De kantelcabine zorgde voor genoeg comfort voor de chauffeur, maar belangrijker, het onderhoud werd simpeler. Een van de beste voorbeelden is wel de DAF 2600. Een voor die tijd moderne en ergonomische cabine. Maar DAF was zeker niet de eerste. In feite is de eerste Tatra een frontstuurtruck, hoewel je daar misschien nog niet echt van kon spreken.